# Карибська криза

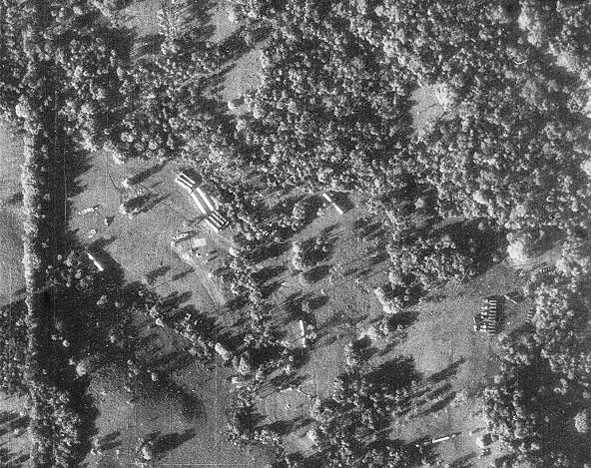
Фотографія розвідника U-2 показує радянські ядерні ракети на Кубі, їхній транспорт, тенти для заправки та утримання

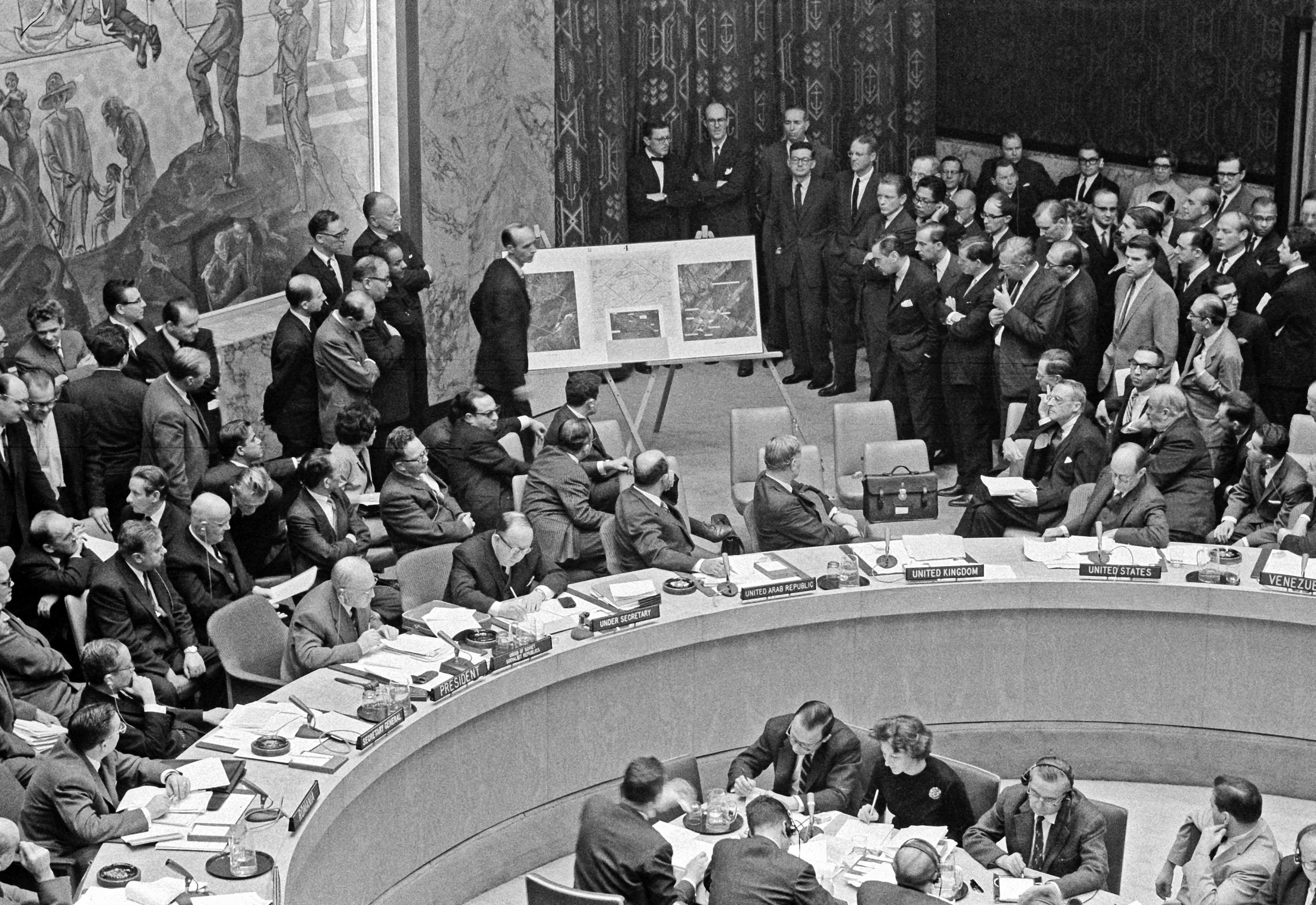
Адлай Стівенсон показує аерознімки кубинських ракет в ООН, 25 жовтня 1962

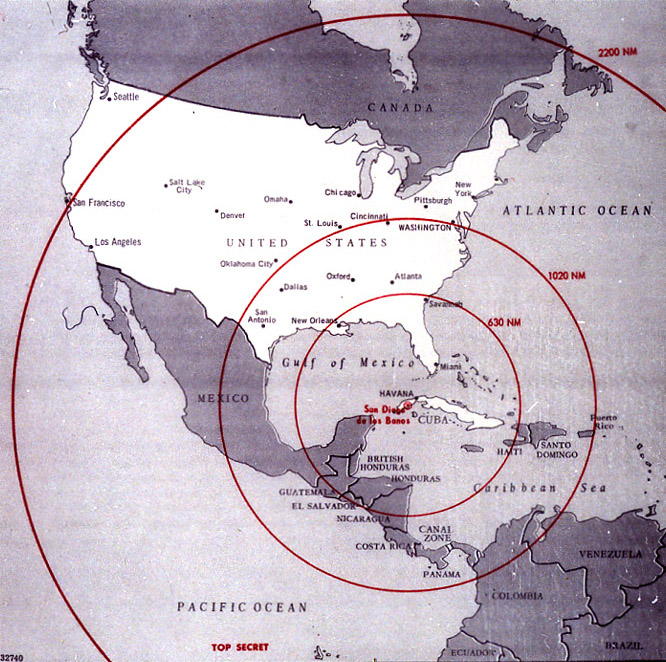
Радіус покриття ракет, розміщених на Кубі

Кари́бська кри́за — надзвичайно напружене протистояння між Радянським Союзом і Сполученими Штатами внаслідок таємного розміщення Радянським Союзом ядерних ракет на Кубі у жовтні 1962 року у відповідь на встановлення американських ракет у Туреччині. Вперше в історії людства обидві наддержави наблизилися до прямого військового протистояння і безпосередньої загрози початку ядерної війни.
Ця подія стала найвищою точкою Холодної війни. На Кубі події звуться «Жовтневою кризою» (ісп. Crisis de Octubre), у Сполучених Штатах поширена назва «Кубинська ракетна криза» (англ. Cuban Missile Crisis).

## Історія
У 1962 році уряд Куби звернувся до СРСР із проханням надати їй військову допомогу, щоб захиститися від спроб США («Операція у затоці Свиней») скинути уряд Фіделя Кастро. Лідер СРСР Микита Хрущов погодився надати цю допомогу. Він разом із керівництвом Радянського Союзу дійшов висновку, що найефективнішим способом захисту буде розміщення там ядерної зброї.
Операція з перебазування на Кубу військовослужбовців, техніки та ядерного озброєння отримала назву «Анадир». Так називалося місто на півночі Радянського Союзу. Щоб збити з пантелику американців і їхніх союзників, було оголошено про військове навчання на півночі. Удень у військових частинах вантажили лижі, зимовий одяг тощо. Щоб приховати проведення зовсім іншої операції, усіх переодягли в цивільний одяг, заборонили звертатися по-військовому. Транспортували солдатів і зброю в трюмах цивільних кораблів, на які задля маскування було навантажено сільськогосподарську техніку. Ніхто не знав, куди вони пливуть, навіть капітани суден, яким було дано наказ відкрити секретні пакети лише в певному квадраті.
На Кубі було розгорнуто всю наявну зброю, включно з ядерною. У відповідь президент Сполучених Штатів Джон Кеннеді оголосив часткову морську блокаду острова Куба, яка передбачала обшук усіх кораблів, що прямували на острів, із метою недопущення туди радянських військ і зброї. Війська НАТО і країн Варшавського договору були переведені в стан постійної готовності. Таким чином світ підійшов до межі початку нової війни. 24 жовтня 1962 року п'ять радянських кораблів підійшли впритул до зони блокади і зупинились. Лідери США та СРСР Джон Кеннеді та Микита Хрущов змогли домовитися за три години до можливого удару Сполучених Штатів по Кубі. Домовленість полягала у взаємних поступках:
- Радянський Союз забирає ракети з Куби та допускає туди інспекторів ООН;
- Сполучені Штати демонтують у піврічний строк свої ракети в Туреччині і утримуються від спроб перевороту на Кубі.

Після цих подій між Білим домом і Кремлем працює постійна гаряча лінія.
У 1960-х роках Норманом Казінсом, Корнійчуком та іншими небайдужими громадянами розпочато американсько-радянську Дартмутську конференцію для  мирного процесу врегулювання конфліктів.
5 серпня 1963 року підписано Договір про заборону випробувань атомної зброї в атмосфері, космічному просторі і під водою. До 10 жовтня до цієї угоди приєдналися понад сто держав. Однак гонитва озброєнь реально не припинилась і знайшла своє продовження у війні у В'єтнамі.
Наслідком Карибської кризи стало укладання Договору Тлателолько.
Вважається, що одним з факторів мирного закінчення кризи було те, що Кеннеді був в захопленні від тогочасного бестселера Барбари Такман «Серпневі гармати» про події початку Першої світової війни. Він заохочував членів свого кабінету прочитати цю книгу та хотів щоб її прочитав «кожен офіцер в армії». Секретар армії розіслав копії книги у кожну американську військову базу у світі.